# Pančevo
Pančevo (serbisch-kyrillisch Панчево, Aussprache: [ˈpâːntʃɛvɔ]; deutsch Pantschowa, ungarisch Pancsova) ist eine Stadt mit 90.776 Einwohnern in der Vojvodina, Serbien. Sie liegt im südlichen Banat an der Mündung der Temesch in die Donau und ist 14 km nordöstlich von Belgrad (Pančevo-Brücke) entfernt. Pančevo ist die Hauptstadt vom Okrug Južni Banat und von der Opština Pančevo. Die Stadt ist in die acht Mesne zajednice – Centar, Gornji Grad, Kotež, Mladost, Stari Tamiš, Strelište, Tesla und Vojlovica – gegliedert.

## Geschichte

### Urgeschichte bis Erster Weltkrieg
Auf dem Stadtgebiet wurden Werkzeuge, Schmuck und Waffen aus der Steinzeit, Siedlungsreste und eine Begräbnisstätte (Urnenfelderkultur) aus der Bronzezeit, Siedlungsreste aus der Römerzeit und Münzen aus der Völkerwanderungszeit gefunden. Viele Fundstücke befinden sich heute im Nationalmuseum Pančevo.
Im Jahre 1153 wurde Pančevo vom arabischen Geografen Abu Abdullah Muhammad al-Idrisi unter dem Namen Bansif als bedeutende Handelsmetropole erwähnt. Unter Süleyman I. wurde nach der Belagerung Belgrads die Region von den Osmanen erobert und von 1552 bis 1716 war Pančevo als Sancak Pançova Teil des Eyâlet Tımışvâr. Im Jahre 1660 beschrieb Evliya Çelebi die Stadt als viereckige Feste aus Holz, deren Durchmesser hundert Schritte beträgt. Während des Venezianisch-Österreichischen Türkenkriegs wurde die osmanische Festung am 9. November 1716 von kaiserlichen Truppen unter Claudius Florimund Mercy erobert. Pančevo wurde zum Stützpunkt des kaiserlichen Heeres für den Angriff auf Belgrad. Eugen von Savoyen beaufsichtigte höchstpersönlich die provisorische Instandsetzung der beschädigten Feste und berichtete am 29. Mai 1717 Karl VI. über den viel besseren Verteidigungsstand.

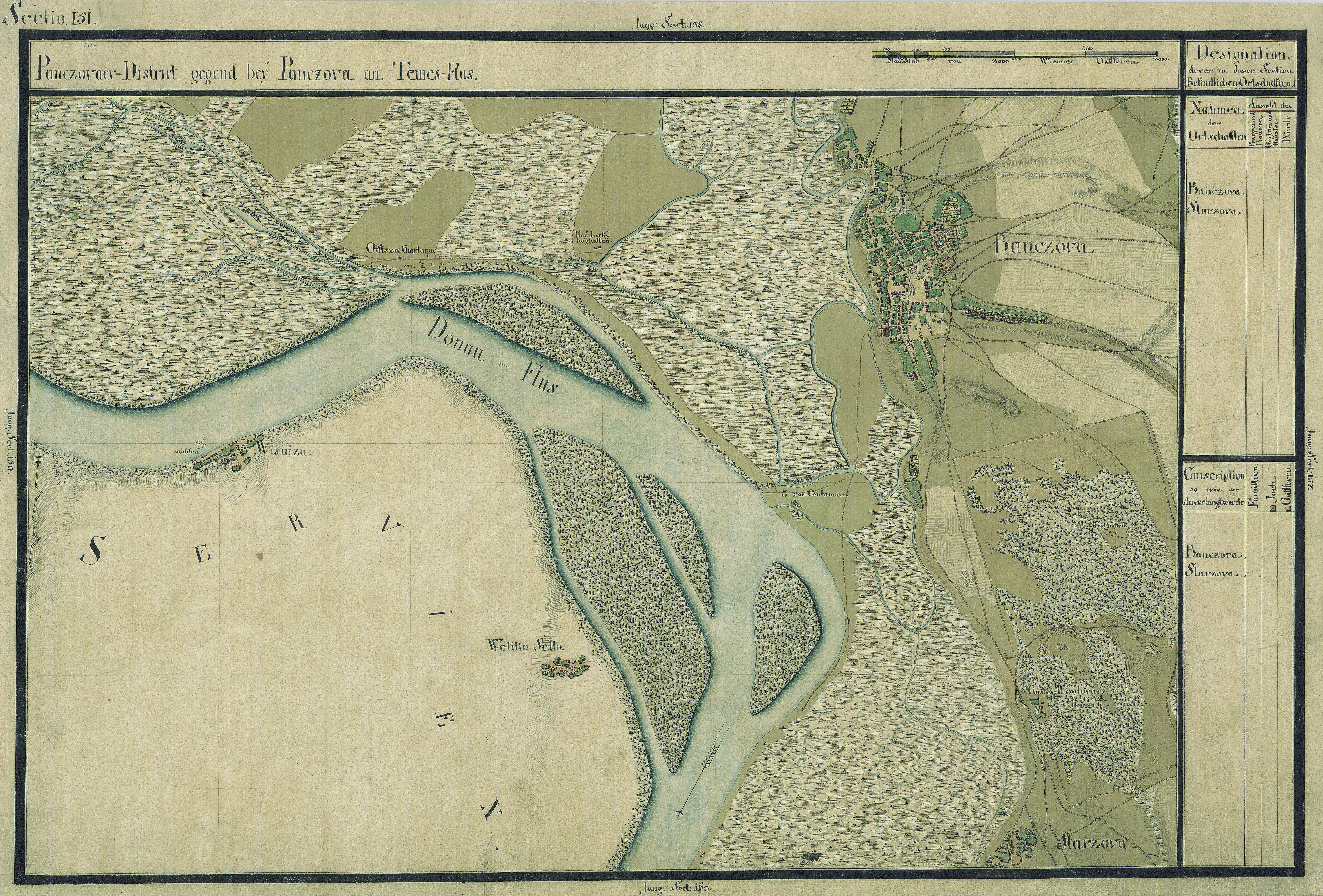
Österreichisches Staatsarchiv: Karte der Josephinischen Landesaufnahme (1769–1772)

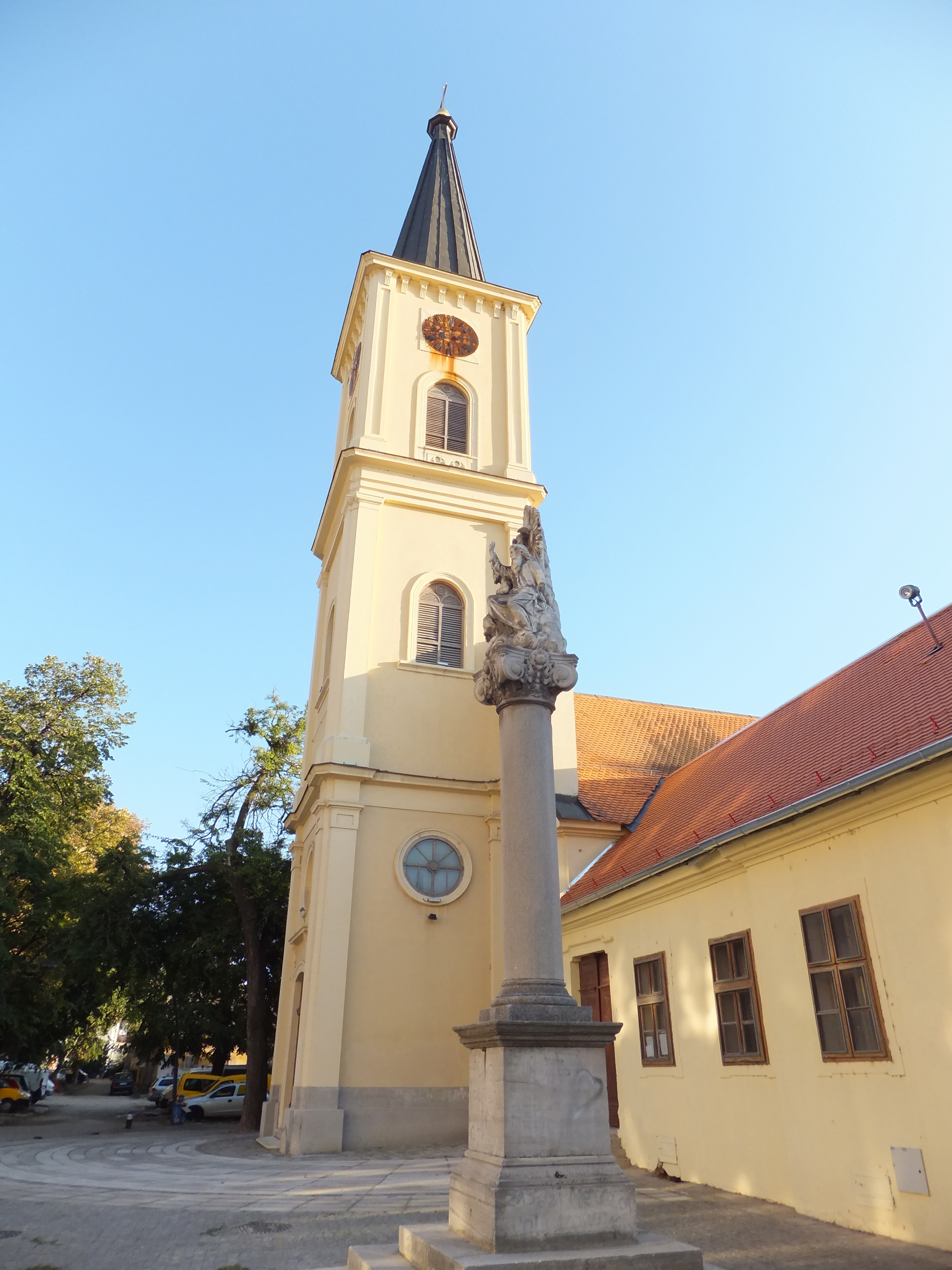
Katholische Kirche St. Karl Borromäus, erbaut 1746–1747

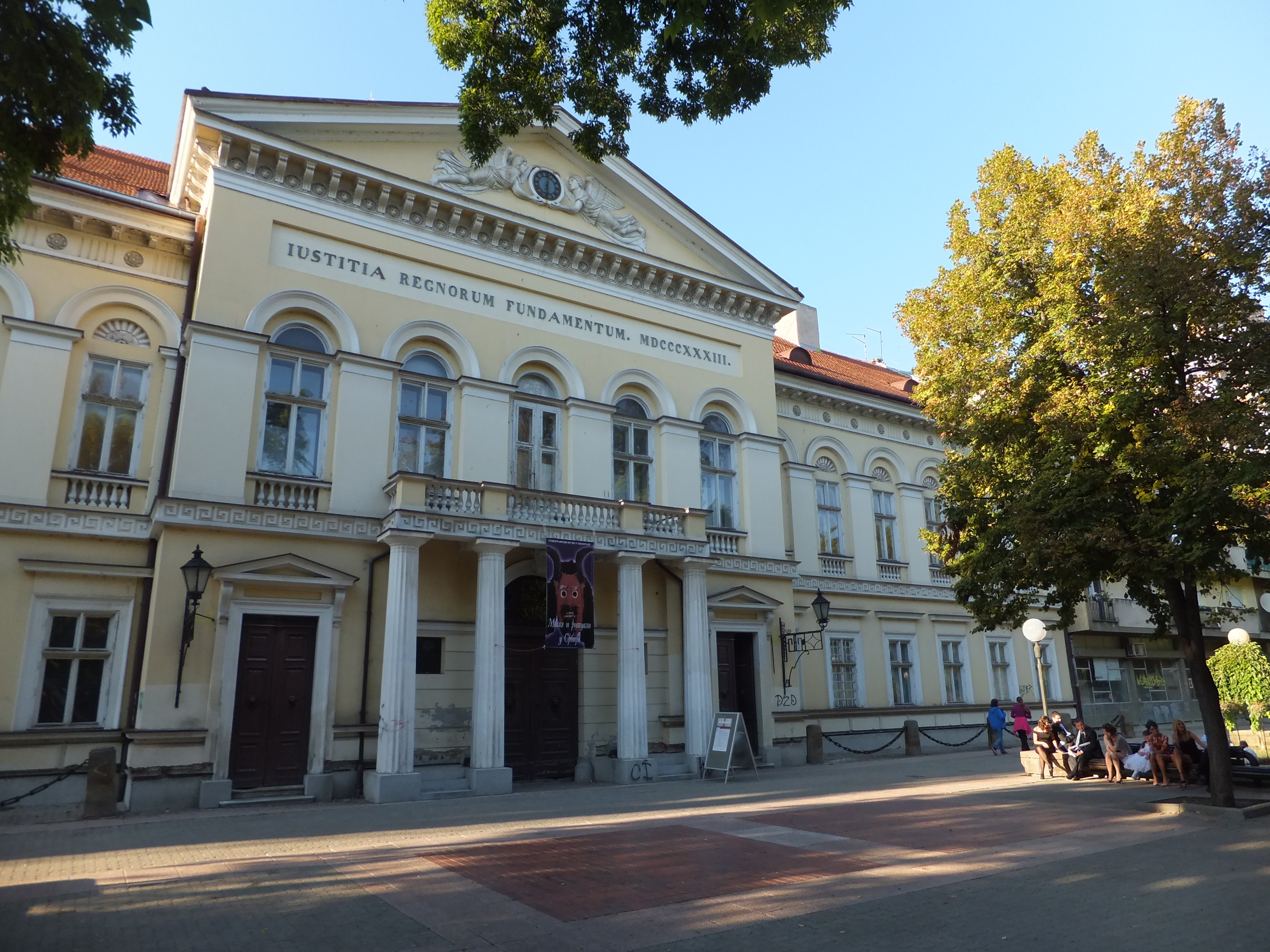
Stadthaus (heute Nationalmuseum), erbaut 1833–1834

Mit dem Frieden von Passarowitz kam das Banat zur Habsburgermonarchie. Es wurde als kaiserliches Kameralgut den Wiener Zentralbehörden (Hofkriegsrat und Hofkammer) unterstellt und von einer Landesadministration in Temesvár verwaltet. Pančevo wurde zum zeitweiligen Garnisonsort verschiedener Regimenter, u. a. vom Dragoner-Regiment Montecuccoli und vom Infanterie-Regiment von Neipperg. Unter Franz Anton von Engelshofen wurde die Festungsanlage großteils geschleift. 1764 begann unter Maria Theresia im südwestlichen Banat der administrative Aufbau und die organisierte Kolonisation eines Grenzregiments und seines Regimentsbezirks zum weiteren Ausbau der Militärgrenze. Auf Weisung des Hofkriegsrates vom Mai 1764 wurden für ein Ansiedlungs-Corps zuerst Veteranen aus den Aerarial-Invalidenhäusern von Wien, Prag, Pest und Pettau ausgewählt. Eine militärische Ansiedlungskommission konskribierte die für die Ansiedlung vorgesehenen Orte. Laut Kommissionsbericht vom Dezember 1764 gab es in Panczova 564 raizische Familien und 203 Häuser, davon wurden 169 als bewohnbar klassifiziert. Die Stadt wurde im Bericht in den westlichen Teil Deutsch-Panczova und in den östlichen Teil Raizisch-Panczova eingeteilt. Im westlichen Teil waren nur 21 Häuser bewohnbar und im östlichen Teil 148. Im Bericht wurden keine deutschen Einwohner erwähnt. Die slawischen Einwohner konnten sich bei dieser Konskription für den Militärdienst oder für eine finanziell entschädigte Umsiedlung mit zugebilligter dreijähriger Abgabenfreiheit entscheiden. 309 Familien entschieden sich für die Umsiedlung nach Jarkovac, Ilandža, Dobrica und Banatsko Novo Selo. Im April 1765 berichtete die Kommission dem Hofkriegsrat, dass die Ansiedlung von zwei Kompanien mit 400 Veteranen in Panczova abgeschlossen war und nur jene Raizen von hier abgegangen seynd, die an ihren Häusern nicht villes zu verlihren gehabt haben. Etwa die Hälfte der Soldaten war verheiratet und hatte Kinder. In den ersten Jahren lebten in einem Haus zwei bis drei Familien als eine sogenannte Hauskommunion zusammen. Bis April 1769 war der Häuserbestand durch Renovierung vorhandener Häuser und den Neubau auf 265 Häuser angewachsen. 1770 begann die bis zu Beginn des 19. Jahrhunderts anhaltende Ansiedlung weiterer Familien aus dem Elsass, aus Lothringen, aus Baden, der Pfalz, aus Franken, aus Böhmen und Mähren, aus Niederösterreich, aus verschiedenen ungarischen Komitaten und Regimentsbezirken der Militärgrenze. Die ersten Ansiedler kamen 1770 über Anwerbung der kaiserlichen Werbungs-Direction auf Ulmer Schachteln von Ulm der Donau entlang nach Apatin und weiter nach Pančevo. Von den ca. 1100 Familien blieb weniger als die Hälfte in der Region. Sie waren von 1770 bis 1777 in provisorischen Unterkünften im Prädium Govedarovacz bei Jabuka untergebracht.
Im Jahre 1722 gründeten die Minoriten in der Stadt ein Kloster und richteten als Militärseelsorger eine provisorische Kirche in einem Wohnhaus ein. Von 1746 bis 1747 wurde die römisch-katholische Kirche St. Karl Borromäus erbaut, erst 1768 der Kirchenbau mit einem Turm erweitert. Die Ordensgemeinschaft bestand 1733 aus fünf Mönchen als Adalbert von Falkenstein das Kloster und die Pfarre visitierte. Bis 1918 gehörte die Pfarrei zur Diözese Csanád. Von 1807 bis 1810 wurde die orthodoxe Kirche Maria Himmelfahrt erbaut.
Am 1. Januar 1794 erhielt Pančevo von Franz II. per Dekret das Stadtrecht. Die beiden Gemeinden Deutsch- u. Raitzisch-Panczova wurden zu einer Militärkommunität vereinigt. Im Oktober 1817 besuchte der Kaiser mit seiner Gattin die Stadt. Von 1833 bis 1834 wurde das Stadthaus (Magistrat) im klassizistischen Stil erbaut, in dem heute das Nationalmuseum (Narodni Muzej) untergebracht ist. Im April 1839 besuchte Miloš Obrenović die Stadt und wurde vom Magistrat mit allen Ehren begrüßt. Am 15. März 1844 fuhr erstmals ein Dampfschiff von Semlin nach Pančevo. Im Jahre 1850 baute die Erste Donau-Dampfschiffahrts-Gesellschaft den Kai an der Temesch und nahm den täglichen Linienverkehr nach Zemun auf. Im Juli 1852 trafen Franz Joseph I. und Aleksandar Karađorđević in der Stadt aufeinander. Nach Auflösung der Militärgrenze 1872 wurde Pančevo die Hauptstadt des Verwaltungsbezirks Pantschowa (Pancsovai járás, Stuhlbezirk Pantschowa) des Komitats Torontál. Im Jahre 1887 erhielt die Stadt die erste kommunale Gasbeleuchtung. Aufgrund des ungarischen Reichstagsgesetzes von 1898 über die Gemeinde- und Ortsnamen durfte bis 1918 nur mehr die ungarische Variante Pancsova offiziell verwendet werden. Im Jahre 1902 wurde in der Stadt eine Katastralvermessung durchgeführt und Katasterpläne angefertigt.
Am Ende des Ersten Weltkriegs besetzte die serbische Armee bereits fünf Tage nach dem österreichisch-ungarischen Waffenstillstand vom 3. November 1918 die Stadt und die Region. In den Verträgen von Trianon und Sèvres wurde 1920 das Komitat Torontál aufgeteilt. Ab 1921 gehörte die Stadt und der Srez Pančevo zum Verwaltungsbezirk Belgrad (Beogradska oblast) des Königreichs der Serben, Kroaten und Slowenen, seit 1929 zur Donau-Banschaft.

### Pančevo im Zweiten Weltkrieg

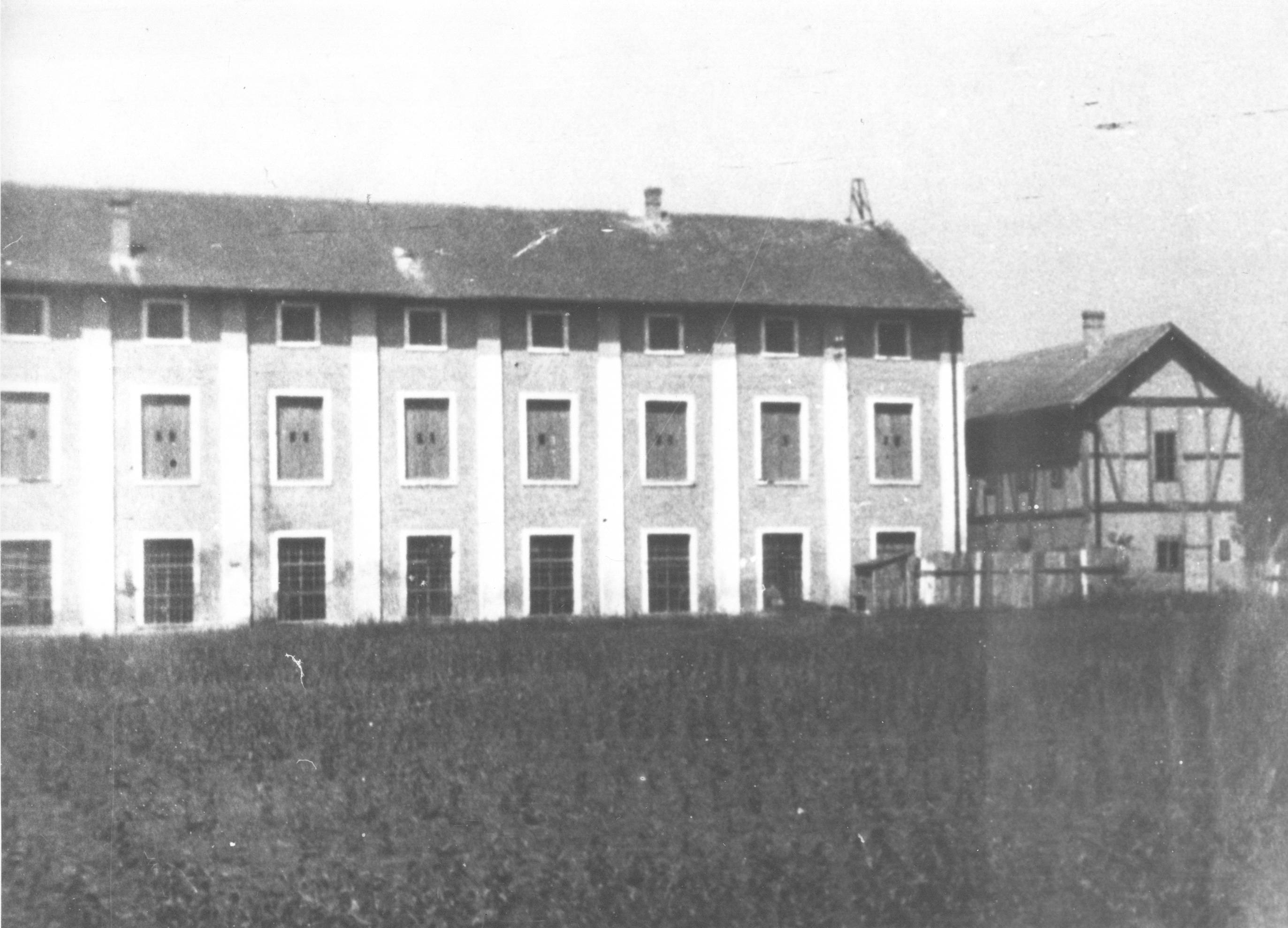
Konzentrationslager Svilara 1941

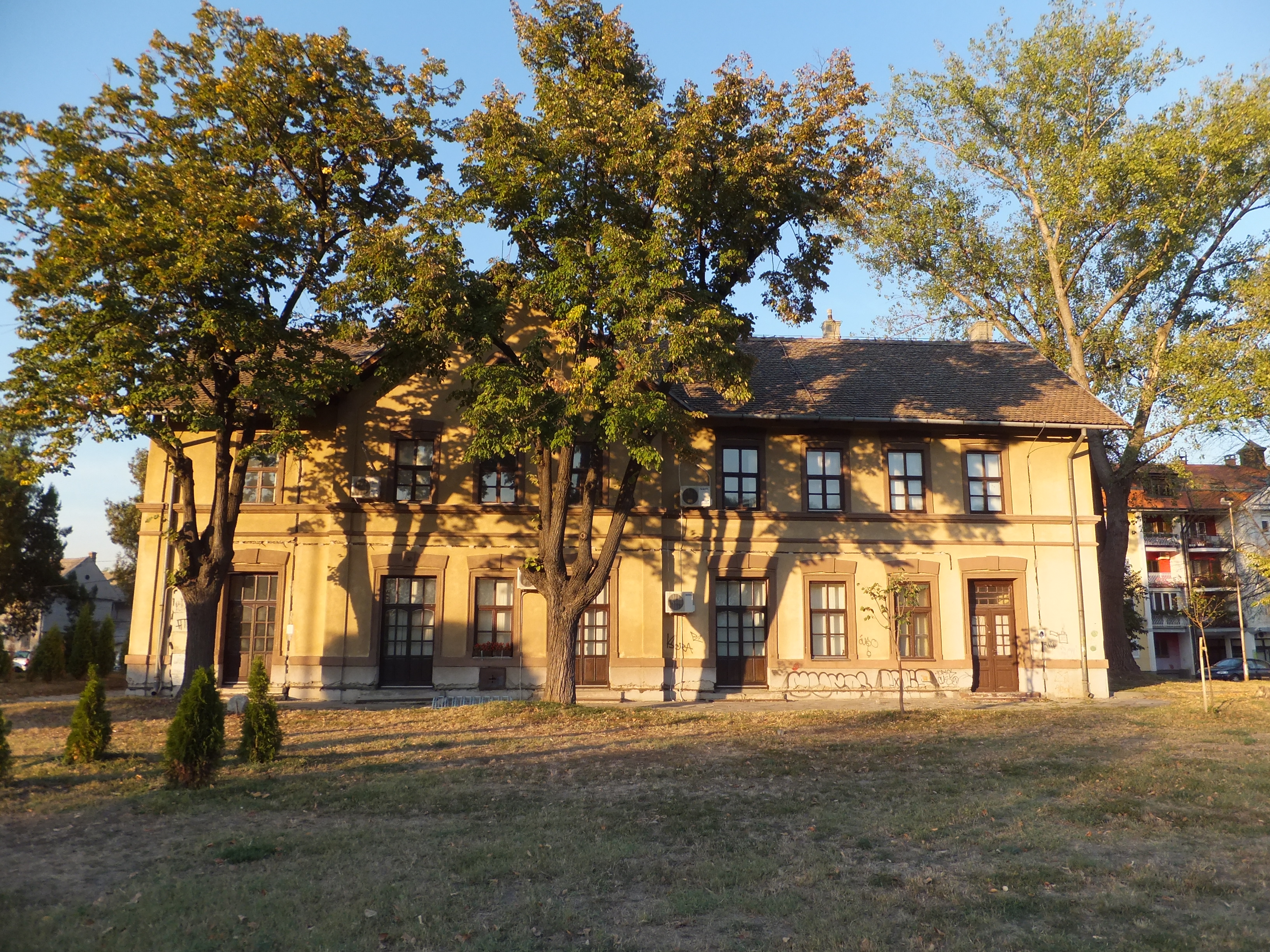
Alte Bahnstation an der Temesch

Am 6. April 1941 begann der Angriff auf Jugoslawien. Am 11. April 1941 marschierten Einheiten der Division Großdeutschland in Pančevo ein. Am 21. und am 22. April 1941 wurden, nachdem 9 Mitglieder der paramilitärischen Einsatzstaffel der Deutschen Mannschaft der Volksgruppenführung und ein Schütze der SS-Division „Reich“ von weiterhin Widerstand leistenden Soldaten des jugoslawischen Infanterieregiments Nr. 98 getötet worden waren, insgesamt 36 willkürlich verhaftete Serben ermordet. Am 21. April wurden 4 Personen erschossen. Am nächsten Tag wurden im römisch-katholischen Friedhof der Stadt 18 Personen gehängt und 14 an der äußeren Friedhofsmauer von einem Sonderkommando der Division Großdeutschland erschossen.
Im Juni 1941 wurde in der Seidenfabrik Svilara ein nationalsozialistisches Konzentrationslager für jüdische Häftlinge mit volksdeutscher Wachmannschaft eingerichtet.
Am 28. September 1944 ermordeten Mitglieder der paramilitärischen Volksgruppenformation Deutsche Mannschaft 146 Häftlinge, die vom Zwangsarbeitslager Bor nach Nordwesten getrieben worden waren. Die Häftlinge wurden nach einem Fluchtversuch im Kleinen Ried an der Straße nach Jabuka ermordet.
Vom 10. September bis zum 4. Oktober 1944 verließen der volksdeutsche Bürgermeister von Pantschowa und viele Funktionäre der Volksgruppe mit ihren Familien fluchtartig die Stadt. Am 4. Oktober 1944 begannen Einheiten der Roten Armee und der jugoslawischen Volksbefreiungsarmee im Zuge der Belgrader Operation mit dem Angriff auf die Stadt, die von Einheiten der Wehrmacht und des SS-Polizei-Gebirgsjägerregiments 18 unbedingt gehalten werden sollte. Am 6. Oktober setzten sich die deutschen Verbände nach Belgrad ab. In den folgenden Wochen kam es auf Anordnung der Stadtkommandantur der Volksbefreiungsarmee zu Hausdurchsuchungen, Verhaftungen, Misshandlungen und Erschießungen. Sonderkommandos ermordeten vom 16. Oktober bis zum 9. November 553 Personen der Volksgruppe im römisch-katholischen Friedhof, im evangelischen Friedhof, beim Flugfeld und an der Straße zur Stärkefabrik Jabuka. Aufgrund der AVNOJ-Beschlüsse wurde Personen der deutschen Volksgruppe (Jugoslawiendeutsche, Volksdeutsche) die jugoslawische Staatsbürgerschaft entzogen und alle damit verbundenen bürgerlichen Rechte aberkannt. Davon ausgenommen waren u. a. Personen, die mit Personen der anerkannten jugoslawischen Nationalitäten verheiratet waren. Im November 1944 wurde ein Areal mit mehreren Güterlagerhäusern beim Fischmarkt (Ribllja pijaca) an der Temesch mit Stacheldrahtzäunen abgegrenzt und ein Internierungslager eingerichtet. Vom 11. bis zum 13. November 1944 mussten Personen der deutschen Volksgruppe ihre Wohnungen verlassen und wurden in diesem Lager eingesperrt. Ihr Eigentum wurde konfisziert. Im Dezember 1944 und Januar 1945 wurden mehrere Kontingente arbeitsfähiger Frauen und Männer aus der Region in das Lager verlegt und in Sonderzügen zur Zwangsarbeit in die Sowjetunion (Donezbecken) deportiert. Bis Oktober 1945 wurden viele Häftlinge in andere jugoslawische Lager verlegt, die größte Anzahl in das Lager Knićanin. Im ehemaligen Jugoslawien kamen bis 1948 insgesamt 992 inhaftierte Einwohner aus Pančevo ums Leben.

### Folgen der NATO-Angriffe 1999
Im Kosovokrieg 1999 wurden mehrere Industrieanlagen in Pančevo durch NATO-Flugzeuge schwer bombardiert. Aus der Stadt und den umliegenden Orten musste ein großer Teil der Bevölkerung wegen der durch die Brände verursachten hohen toxischen Kontamination der Luft kurzfristig evakuiert werden. Allein in der NIS-Raffinerie verbrannten geschätzte 62.000 Tonnen Öl.
Nach Studien des amerikanischen Institute for Energy and Environmental Research (IEER) und des United Nations Environment Programme (UNEP) sickerten beispielsweise 2.100 Tonnen krebserregendes 1,2-Dichlorethan, 250 Tonnen flüssiges Ammoniak und 8 Tonnen Quecksilber in die Böden und das Grundwasser. Die im Grundwasser nachgewiesene Konzentration der giftigen Chemikalien betrug noch Jahre nach dem Bombardement mehr als das zigtausendfache des zulässigen Grenzwertes. Die langfristige Folge ist eine nicht abschätzbare gesundheitsschädigende Belastung für Mensch und Umwelt.
Die Studie des IEER kommt zu dem Schluss, dass die Angriffe auf Pančevo möglicherweise einen Verstoß gegen internationales Recht, namentlich das Zusatzprotokoll I der Genfer Konventionen, darstellen könnten.

## Wirtschaft und Publizistik

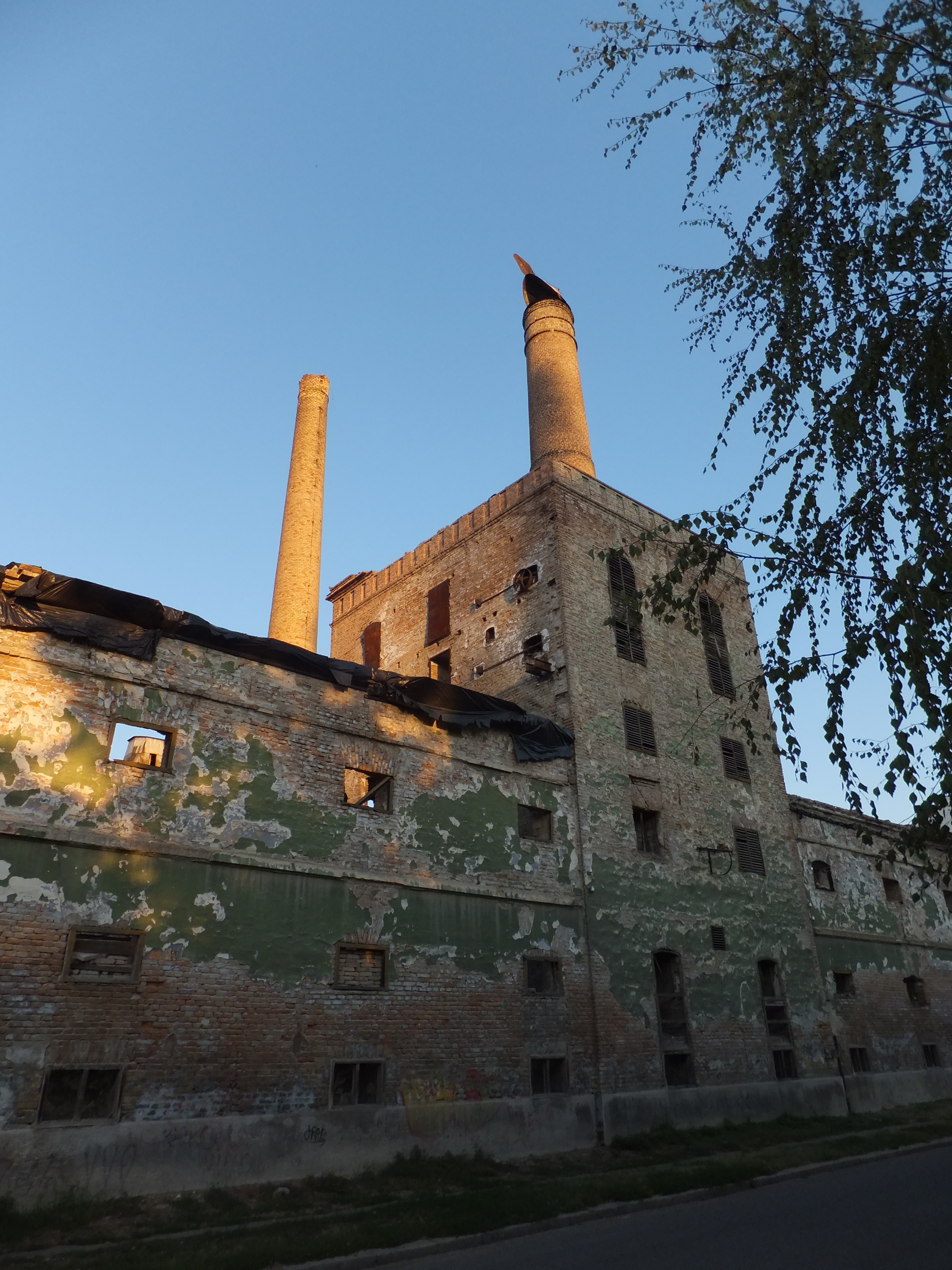
Das Industriedenkmal Weifert-Brauerei

Pančevo ist eine wichtige Industriestadt, das Zentrum der serbischen Petrochemie (HIP Petrohemija, HIP Azotara, NIS Raffinerie) und zahlreicher anderer Unternehmen (Flugzeugfabrik Utva u. v. a.). Infolge der im 19. Jahrhundert einsetzenden Industrialisierung wurden 1894 und 1896 die Bahnstrecken nach Nagybecskerek und Versec-Péterréve (Bačko Petrovo Selo) dem öffentlichen Verkehr übergeben, die nach wie vor von Železnice Srbije befahren werden. Anfang 2019 soll die im Jahr 2011 eingestellte Bahnstrecke Orlovat – Pančevo wiedereröffnet werden.

### Weifert Brauerei
1722 wurde die Brauerei von Abraham Keppisch aus Preßburg (Bratislava) gegründet und ist damit die älteste Brauerei im heutigen Serbien. Im Jahre 1840 erwarb Georg Weifert (1798–1887) die Brauerei, deren Geschäftsleitung er 1849 seinem Sohn Ignaz (1826–1911) übergab. Ignaz Weifert steigerte durch den Ausbau der Brauerei die Produktionskapazität. Auf einer Wiener Wirtschaftsmesse wurde das Weifert Bier 1866 für seine höchste Qualität ausgezeichnet. Sein Enkel Adolf Gramberg übernahm 1911 die Leitung. Er modernisierte den Betrieb und führte die Brauerei mit dem bekannten Markennamen weiter. Der Sohn von Ignaz Weifert war der berühmte Industrielle Georg Weifert. Nach dem Zweiten Weltkrieg wurde die Brauerei verstaatlicht und in Pančevačka pivara umbenannt. Im Jahre 2003 wurde die Brauerei privatisiert und vom Konzern Efes gekauft. Efes führte den traditionsreichen Markennamen Weifert wieder ein. Der Konzern schloss 2008 seine Produktionsstätte in Pančevo. 2014 schrieb die Stadt einen offenen Planungswettbewerb für die kulturelle Neugestaltung und Wiederbelebung des alten Industriedenkmals aus. Im Mai 2016 eröffnete der deutsche Botschafter in einem Teil des Geländes das Brauereimuseum.

### Pančevac
Der Pančevac (Панчевац) ist die älteste serbischsprachige Zeitung im heutigen Serbien. Die erste Ausgabe erschien am 13. April 1869. Die Zeitung erreicht heute eine Auflage von 12.000 Exemplaren.

## Kloster Vojlovica
Im südöstlichen Stadtbezirk Vojlovica befindet sich eines der ältesten serbisch-orthodoxen Klöster der Vojvodina. Über die Gründung gibt es verschiedene Mythen und zeitliche Angaben. Der bekannteste Gründungsmythos besagt, dass Stefan Lazarević im Jahre 1383 oder 1405 das Kloster gründete. Das Kloster wurde erstmals in einem 1536 in serbischer Sprache publizierten Almanach des im venezianischen Exil lebenden Buchdruckers Božidar Vuković nachweisbar erwähnt. Der Almanach befindet sich in der Klosterbibliothek und enthält eine handschriftliche Eintragung des Abtes Parfenij aus dem Jahre 1542, der das Buch käuflich erwarb. Damals lebten laut Eintragung 36 Mönche im Kloster. Das heutige architektonische Erscheinungsbild der Klosteranlage stammt großteils aus der zweiten Hälfte des 18. Jahrhunderts. Die Klosterkirche ist den beiden Erzengeln Michael und Gabriel geweiht, die auch auf der Ikonostase abgebildet sind. Von 1942 bis 1944 lebte Bischof Nikolaj Velimirović im Kloster Vojlovica.

## Demographie

### Historische Ortsbeschreibungen (1786–1850)
In einem Lexikon aus dem Jahre 1786 wurde Pancschowa als ein Ort beschrieben, welcher beynahe aus 1000 Häusern besteht. 1829 wurden in politisch-geografisch-statistischen Notizen differenziertere Daten veröffentlicht. Die Stadt bestand aus 1219 Häusern mit 9925 Einwohnern, von denen 2781 römisch-katholischen oder griechisch-katholischen (Bistum Križevci), 6911 orthodoxen, 83 evangelischen und 50 jüdischen Glaubens waren. Laut einer 1850 vom k.k. Handelsministerium herausgegebenen Statistik lebten im Jahre 1846 in der Stadt 11.962 Menschen.

### Volkszählungsergebnisse
| Jahr | Gesamt | Serben Kroaten | Deutsche | Ungarn | Walachen (Rumänen) | Mazedonier | Sonstige |
| ---- | ------ | -------------- | -------- | ------ | ------------------ | ---------- | -------- |
| 1869 | 16.888 |                |          |        |                    |            |          |
| 1890 | 17.948 | 7872           | 7284     | 2055   | 319                |            | 408      |
| 1910 | 20.808 | 8849           | 7467     | 3364   | 769                |            | 115      |
| 1931 | 22.089 | 10976          | 7872     | 1746   | 231                |            | 1264     |
| 1948 | 30.516 | 19879          | 1406     | 1360   | 266                | 185        | 3584     |
| 2002 | 77.087 | 61675          | 172      | 3279   | 752                | 1196       | 10.013   |

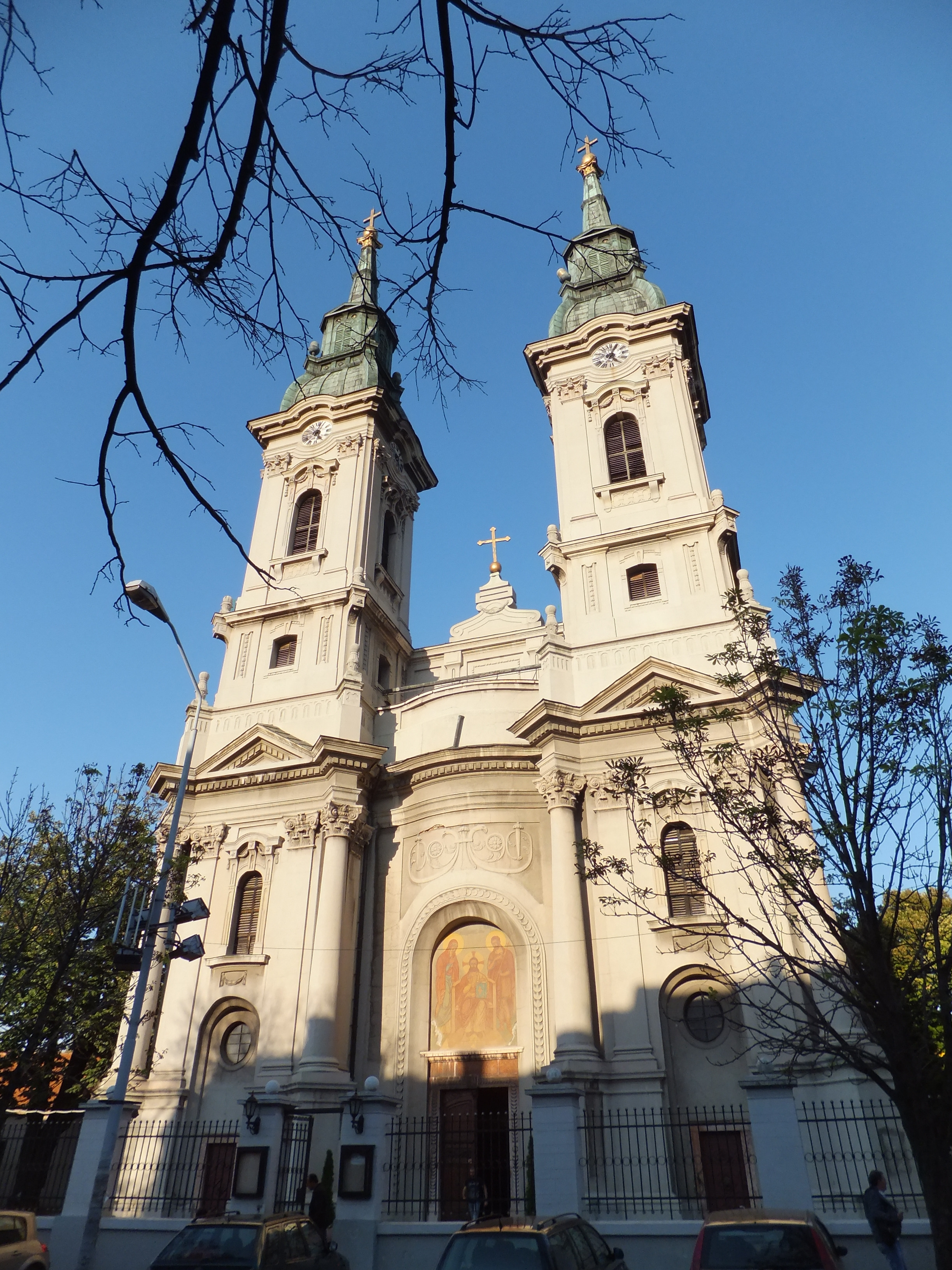
Orthodoxe Kirche Maria Himmelfahrt, erbaut 1807–1810

In Österreich-Ungarn wurde erstmals im Jahre 1869 eine amtliche Volkszählung durchgeführt. Bei der ersten Zählung wurden noch keine Daten über Nationalitäten und Muttersprachen ermittelt. Von den 16.888 Einwohnern bekannten sich 9678 zum orthodoxen, 42 zum orientalisch-orthodoxen, 5528 zum römisch-katholischen, 11 zum griechisch-katholischen, 1432 zum evangelischen, 4 zum unitarischen und 193 zum jüdischen Glauben. Bei der Zählung 1910 gaben 9185 Einwohner an, dass sie die Staatssprache (Magyarisierung) sprechen konnten.
Die obigen Zahlen zu 1931 veröffentlichte die Publikationsstelle Wien der Südostdeutschen Forschungsgemeinschaft. Es stimmen die Angaben dieser Publikation mit den Angaben in der offiziellen jugoslawischen Publikation überein. Von den 7872 deutschen Einwohnern waren 5147 römisch-katholisch, 2 griechisch-katholisch, 2349 evangelisch, 304 jüdisch, 12 ohne Angabe und 58 orthodox. Es handelte sich bei den orthodoxen Deutschen um Personen der rumänischen Volksgruppe. In der Publikation wurde nicht zwischen Serben und Kroaten unterschieden, sondern beide Völker unter dem Begriff Serbokroaten zusammengefasst. Von den 10.976 Serbokroaten waren 10.229 orthodox, 593 römisch-katholisch, 3 griechisch-katholisch, 11 evangelisch, 84 moslemisch, 18 jüdisch und 38 ohne Angabe.
In der Rubrik Sonstige 2002 sind 42 Albaner, 35 Bosniaken, 168 Bulgaren, 17 Bunjewatzen, 36 Goranen, 1816 Jugoslawen, 800 Montenegriner, 254 Muslime, 946 Roma, 48 Russen, 29 Ruthenen, 1407 Slowaken, 121 Slowenen, 30 Ukrainer und 4221 Menschen ohne ethnische Angabe zusammengefasst.

## Städtepartnerschaften
- Bonyhád (Ungarn)
- Boulogne-Billancourt (Frankreich)
- Kumanovo (Nordmazedonien)
- Zaanstad (Niederlande)

## Persönlichkeiten

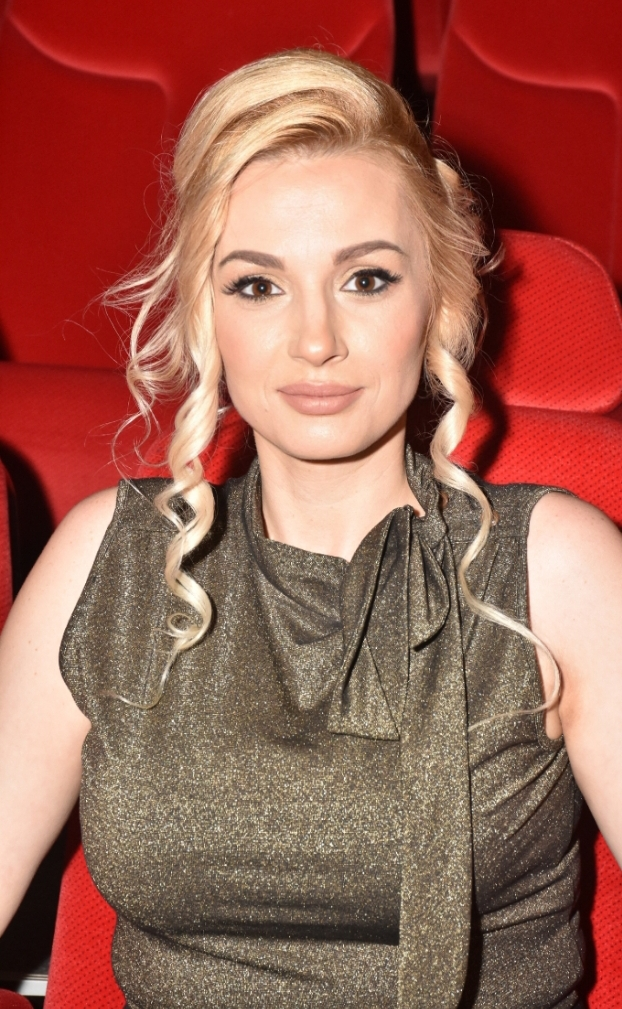
Von Pančevo nach Berlin: Branka Bešević Gajić

- Georg Weifert (1850–1937), serbisch-österreichischer Industrieller
- Ludwig Graff de Pancsova (1851–1924), österreichisch-ungarischer Zoologe
- Heinrich Knirr (1862–1944), deutscher Maler
- Wilhelm Petrascheck (1876–1967), österreichischer Geologe
- Kálmán Lambrecht (1889–1936), ungarischer Paläontologe
- József Berkes (1890–1963), ungarischer Turner
- Michael Krasznay-Krausz (1897–1940), ungarisch-österreichischer Komponist
- Olja Ivanjicki (1931–2009), Malerin
- Mihajlo Mihajlov (1934–2010), Dissident und Publizist
- Stefan Bena (1935–2012), Fußballspieler
- Milan Krstić (* 1945), Handballspieler und -trainer
- Bogosav Perić (* 1947), Handballspieler und -trainer
- Nenad Čanak (* 1959), Politiker
- Aleksandar Zograf (* 1963), Comiczeichner und Autor
- Dušan Novakov (* 1970), Jazzmusiker
- Nikola Rikanović (* 1970), Künstler
- Žikica Milosavljević (* 1972), Handballspieler
- Marinika Tepić (* 1974), Politikerin
- Vladimir Kostadinović (* 1980), österreichischer Jazzmusiker
- Marina Munćan (* 1982), Mittelstreckenläuferin
- Dušan Borković (* 1984), Autorennfahrer
- Veljko Inđić (* 1984), Handballspieler
- Nađa Higl (* 1987), Schwimmerin
- Aleksandar Ignjovski (* 1991), Fußballspieler
- Ivana Bulajić (* 1991), Volleyballspielerin
- Miloš Ožegović (* 1992), Fußballspieler
- Sanja Radosavljević (* 1994), Handballspielerin
- Milana Tirnanić (* 1994), Handballspielerin
- Tijana Matić (* 1996), Fußballspielerin
- Vladimir Mišović (* 2001), Wasserballspieler

### Ehrenbürger
- Francesco Giangrandi[27] (* 1948), italienischer Politiker